# Vaux-sous-Olne
Vaux-sous-Olne is een plaats die behoort tot de Belgische gemeenten Trooz en Olne en zich bevindt in het dal van de Ry de Vaux, tussen Olne en Nessonvaux.
De plaats bestaat uit twee kernen: Grand-Vau (noordelijk) en Petit-Vau (zuidelijk). De "x" in de plaatsnaam duidt op meervoud.

## Geschiedenis
Vaux-sous-Olne wordt genoemd in een document van het Sint-Adalbertkapittel, waar dit kapittel een watermolen bezat. Er werd vroeger zink gewonnen op de helling bij de Villa des Hirondelles.
In Vaux-sous-Olne bevond zich vroeger metallurgische industrie, en de Moulin du Ry de Vaux is daar nog een overblijfsel van.

## Geologie
In het domein van de Villa des Hirondelles bevinden zich drie karstbronnen. Het water van de Ri des Arondes verdwijnt in het chantoir van La-Falise en verschijnt weer 192 uur later en 720 meter verder in de vorm van een karstbron. De lange duur van het onderaards verblijf wijst op een groot ondergronds waterreservoir.
Ook in het verder weg gelegen Xhendelesse is er een chantoir, waarvan de karstbron zich voor de villa bevindt. Dan is er nog de vijver, die eveneens een karstbron bezit. Waar het water van deze bron vandaan komt is niet zeker.